# Epschenrode
Epschenrode is een dorp in de Duitse landgemeente Sonnenstein in het Landkreis Gotha in Thüringen. Het dorp wordt voor het eerst genoemd in een oorkonde uit 973. In 1950 werd de tot dan zelfstandige gemeente toegevoegd aan Steinrode, dat in 2011 opging in de landgemeente.